# РПГ-16
РПГ-16 «Удар» (ТКБ-034, индекс ГРАУ — 6Г9) — советский ручной противотанковый гранатомёт, разработанный для вооружения воздушно-десантных войск ВС Союза ССР. 
Конструктор И. Е. Рогозин. 

## Конструкция
РПГ-16 внешне напоминает РПГ-7, сохраняя некоторые его отличительные внешние особенности: пистолетную рукоятку, пластиковый раструб, оптический прицел. Ключевым отличием является больший калибр (58,3 мм) и использование калиберной гранаты. Для удобства десантирования предусмотрена возможность разборки гранатомёта на две части, с последующей укладкой их и выстрелов гранатомёта в специальные чехлы и сумки.
В качестве прицельных приспособлений используется съёмный оптический прицел ПГО-16 с увеличением 2,7х или встроенный механический прицел. Для повышения точности и удобства ведения огня имеются съёмные сошки. Прицельная дальность стрельбы — 800 метров.
Огонь из РПГ-16 ведётся противотанковой гранатой ПГ-16 (индекс ГРАУ — 7П7) кумулятивного действия. Использование калиберной гранаты с высокой начальной и маршевой скоростью значительно повысило кучность стрельбы. Дальность прямого выстрела по цели высотой 2 метра составляет 520 метров (у РПГ-7 — 330 метров). На практике эффективная дальность была ещё выше, так как танки основного вероятного противника — США, имели высоту около 3 метров. Граната ПГ-16 пробивает броню толщиной 300 мм.
Однако главное достоинство РПГ-16 — использование калиберной гранаты, благодаря которому была достигнута такая кучность, стало впоследствии недостатком. Когда РПГ-16 принимался на вооружение, он не уступал РПГ-7 в бронепробиваемости (принятая в 1969 году граната ПГ-7М для гранатомёта РПГ-7 имела такую же бронепробиваемость — 300 мм) и значительно превосходил в дальности и кучности. Но время шло. Бронепробиваемость в 300 мм перестала удовлетворять военных. И если для РПГ-7 можно было увеличить этот показатель просто увеличивая калибр головной части гранаты, то для РПГ-16, использующего калиберную гранату, это было невозможно. Уже в 1972 для РПГ-7 появилась граната ПГ-7С c 72-мм головной частью, пробивающая 400-мм броню; в 1977 появилась граната ПГ-7Л с 93-мм головной частью, пробивающая 500-мм броню. А у РПГ-16 бронепробиваемость так и осталась на уровне 300 мм.
Всё это привело к тому, что в 1980-х годах на вооружение ВДВ снова начали поступать старые РПГ-7Д.
РПГ-16 был очень популярен в войсках во время войны в Афганистане, где благодаря хорошей кучности и большой дальности стрельбы он проявил себя с самой лучшей стороны. Однако в Афганистане он применялся не против танков, а против укреплённых огневых точек душманов.
Выстрел ПГ-16В состоит из противотанковой гранаты ПГ-16 и стартового порохового заряда ПГ-16П.

## Боевое применение
В период войны в Афганистане РПГ-16 использовался отдельными отрядами специального назначения, в частности 154-м ооСпН и 334-м ооСпН. 
В первой половине августа 1986 года гранатомёт РПГ-16 в исправном состоянии был захвачен моджахедами и переправлен для изучения исследовательским учреждениям ВПК США.
Отмечены также случаи применения РПГ-16 в ходе локальных конфликтов 1990-х годов на постсоветском пространстве.
В 2023 году российские военные использовали РПГ-16 в ходе боевых действий на Украине.

## Страны-эксплуатанты
- СССР — РПГ-16 и выстрел к нему ПГ-16В были приняты на вооружение ВДВ СССР в 1970 году.
- Россия — оставались на вооружении даже в 2015 году[6].